# Орнон
Орнон (фр. Ornon) — коммуна во Франции, находится в регионе Рона — Альпы. Департамент коммуны — Изер. Входит в состав кантона Бур-д'Уазан. Округ коммуны — Гренобль.
Код INSEE коммуны — 38285. Население коммуны на 1999 год составляло 138 человек. Населённый пункт находится на высоте от 799 до 2856 метров над уровнем моря. Муниципалитет расположен на расстоянии около 510 км юго-восточнее Парижа, 120 км юго-восточнее Лиона, 26 км юго-восточнее Гренобля. Мэр коммуны — Pierre Salvi, мандат действует на протяжении 2008—2014 гг.
Динамика населения (INSEE):